# Alberni Valley Regional Airport

i7
i11
i13
Der Alberni Valley Regional Airport (IATA-Code: YPB, ICAO-Code: –, TC-LID: CBS8) befindet sich sechs nautische Meilen (11 km) nordwestlich von Port Alberni, British Columbia, Kanada auf 76 Metern über dem Meeresspiegel.
Es handelt sich um einen öffentlichen Flughafen, der vom Alberni-Clayoquot Regional District betrieben wird.

## Geschichte
Der Flughafen eröffnete im September 1993. Seit dem 25. April 2016 wird der Flughafen erweitert. Der Alberni‐Clayoquot Regional District investiert 7,6 Millionen CAD in das Projekt, um die Start- und Landebahn von 3952 × 75 Fuß auf 5000 × 100 Fuß zu vergrößern, ein neues Befeuerungssystem (LED Runway Landing Light system) sowie ein GPS-Anflugverfahren zu installieren.